# 东京道
东京道，辽朝五道之一。
会同元年（938年）设置，治所在东京辽阳府（今辽宁省辽阳市），辖境西起嫩江、医巫闾山，东到海，北达外兴安岭，南及今朝鲜咸镜道。金朝初年改为东京路，辖境变小，只有辽宁东部、吉林东南部。金朝末年废除。

## 辽朝历任东京留守
- 耶律觌烈（928年—935年）
- 耶律和里（939年—946年）
- 耶律隆先（971年—979年）
- 耶律抹只（983年—988年）
- 萧恒德（988年—995年）
- 耶律斡腊（996年）
- 萧排押（997年—1004年）
- 耶律弘古（1005年—1009年）
- 耶律隆祐（1010年—1012年）
- 耶律团石（1013年—1014年）
- 善宁（1015年）
- 萧惠（1015年—1016年）
- 耶律八哥（1018年—1026年）
- 耶律遂正（1027年前）
- 萧孝先（1027年—1029年）
- 萧孝穆（1030年）
- 萧阿姑轸（1031年）
- 萧惠（1032年—1033年）
- 萧普古（1034年）
- 萧朴（重熙初年）
- 萧姑轸（1037年）
- 萧撒八（1041年）
- 萧孝忠（1038年—1042年）
- 萧塔列葛（1039年）
- 耶律侯哂（1039年—1040年）
- 耶律吾扎（1041年）
- 萧孝友（1043年—1044年）
- 萧塔列葛（1045年—1046年）
- 萧阿剌（1046年—1047年）
- 耶律仁先（1048年—1050年）
- 萧孝友（1055年—1056年）
- 耶律貼不（1057年—1059年）
- 萧阿剌（1060年—1061年）
- 耶律宗福（1062年前）
- 耶律弘世（1087年前）
- 耶律沤里思（1096年前）
- 耶律何鲁扫古（1100年）
- 耶律淳（1103年—1106年）
- 萧保先（1114年—1116年）